# اس‌اس امپرور
اس‌اس امپرور (به انگلیسی: SS Emperor) یک کشتی است که طول آن 525 feet می‌باشد. این کشتی در سال ۱۹۱۰ ساخته شد.